# U-569
U-569 – niemiecki okręt podwodny typu VIIC z okresu II wojny światowej. Wyporność U-Boota wynosiła 769 ton w położeniu nawodnym i 871 ton pod wodą, a jego główną bronią było 14 torped o kalibrze 533 mm, wystrzeliwanych z pięciu wewnętrznych wyrzutni. Jednostka rozwijała na powierzchni maksymalną prędkość 17,6 węzła, jej zasięg przy prędkości 10 węzłów wynosił 8500 Mm.
Okręt został zwodowany 20 marca 1941 roku w stoczni Blohm & Voss w Hamburgu, a 8 maja 1941 roku wcielono go do służby w Kriegsmarine. Pływając w składzie 3. Flotylli U-Bootów U-569 odbył dziewięć patroli bojowych, podczas których zatopił jeden statek o pojemności 984 BRT oraz uszkodził jeden statek o pojemności 4458 BRT. U-Boot został samozatopiony 22 maja 1943 roku na wschód od Nowej Fundlandii, po ciężkim uszkodzeniu bombami głębinowymi przez amerykańskie samoloty z lotniskowca eskortowego USS „Bogue” (CVE-9).

## Projekt i budowa
Jednostki typu VIIC były kolejnym ewolucyjnym ulepszeniem najliczniej budowanych w Niemczech okrętów typu VII. Poprzednik – typ VIIB – miał zbyt mały zasięg i za mało miejsca pod pokładem, by można było zainstalować sonar. Opracowany w 1938 roku projekt nowego okrętu różnił się od poprzedniej wersji m.in. zwiększoną grubością blach kadłuba sztywnego (z 16 do 18,5 mm, co zwiększyło maksymalną głębokość zanurzenia z 200 metrów do 250–280 metrów), przedłużeniem kadłuba o 60 cm i kiosku o 30 cm oraz powiększeniem zbiorników paliwa o 5,4 m³, co poprawiło zasięg. Powiększone rozmiary pozwoliły na instalację aktywnego sonaru S-Gerät, który uzupełniał pasywny Gruppenhorchgerät (GHG). Do zakończenia wojny do służby weszło 568 okrętów typu VIIC .
U-569 zamówiono 24 października 1939 roku . Został zbudowany w stoczni Blohm & Voss w Hamburgu jako jeden z 171 okrętów typu VIIC zamówionych w tej wytwórni . U-569 otrzymał numer stoczniowy 545 (Werk 545) . Stępkę okrętu położono 21 maja 1940 roku, a zwodowany został 20 marca 1941 roku .

## Dane taktyczno-techniczne

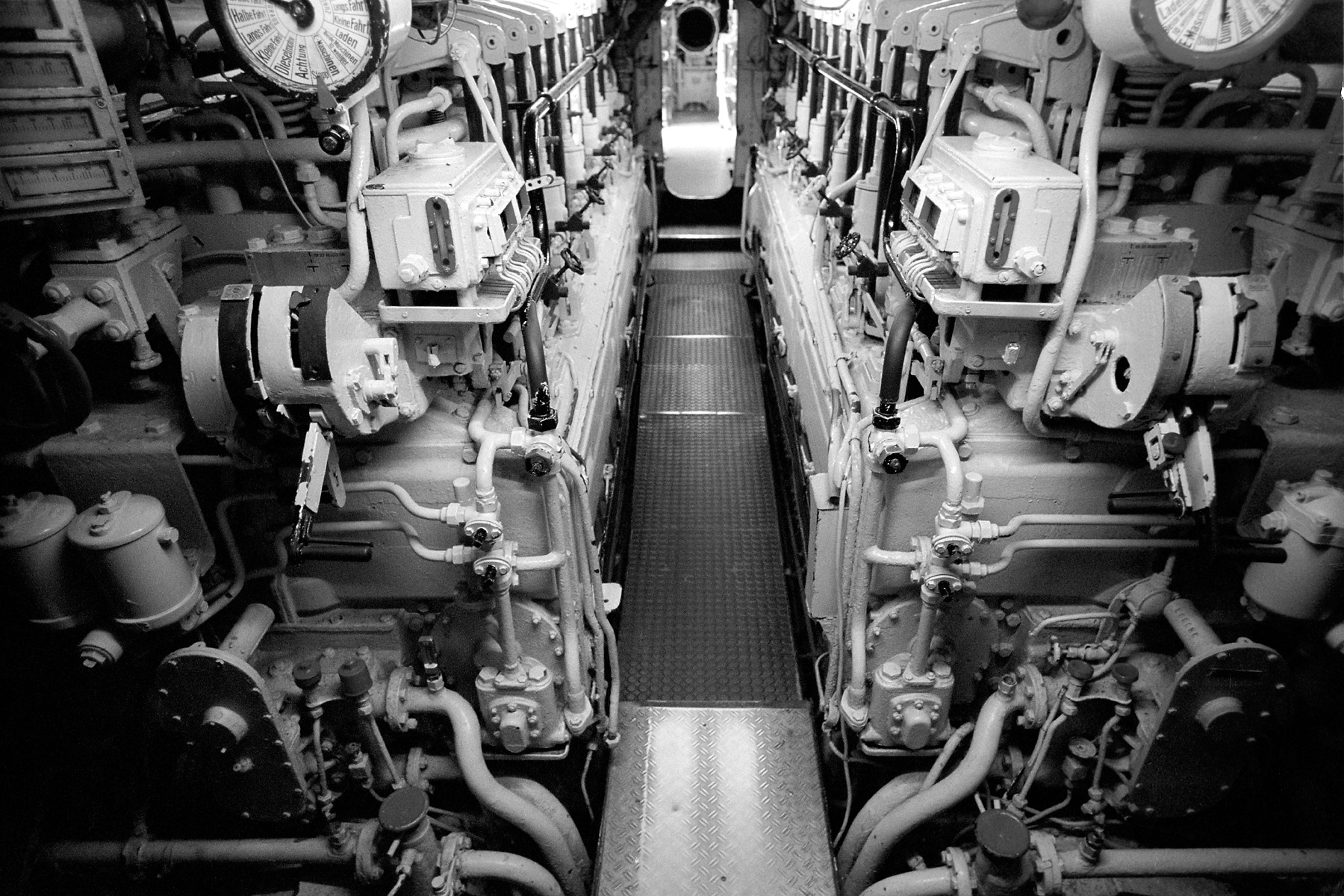
Wnętrze przedziału silników wysokoprężnych

U-569 był średniej wielkości okrętem podwodnym o konstrukcji dwukadłubowej. Długość całkowita wynosiła 67,1 metra, szerokość 6,2 metra i zanurzenie 4,74 metra . Wysokość (od stępki do szczytu kiosku) wynosiła 9,6 metra . Wykonany ze stali pancernej CM 351 o grubości 18,5 mm kadłub sztywny miał 50,5 metra długości i 4,7 metra szerokości. Podzielony był grodziami na sześć przedziałów wodoszczelnych: (od dziobu): I – przedział torpedowy ze sterami głębokości oraz GHG, II – przedział akumulatorów wraz z pomieszczeniami załogi, magazynem amunicji i toaletą, III – centrala z pomieszczeniem wielofunkcyjnym (mieszczącym drugą baterię akumulatorów, pomieszczenia załogi i kambuz), IV – przedział silników spalinowych, V – przedział silników elektrycznych, VI – rufowy przedział torpedowy ze sterami kierunku i głębokości. Kadłub ciśnieniowy otoczony był kadłubem lekkim wykonanym z blach o grubości 4–8 mm. Wyporność w położeniu nawodnym wynosiła 769 ton, a w zanurzeniu 871 ton.
Okręt napędzany był na powierzchni przez dwa 6-cylindrowe, czterosuwowe silniki wysokoprężne Krupp-Germaniawerft F46 z doładowaniem o łącznej mocy 3200 KM przy 470-490 obr./min, a pod wodą poruszał się dzięki dwóm silnikom elektrycznym prądu stałego BBC GG UB720/8 o łącznej mocy 750 KM przy 295 obr./min . Dwa wały napędowe obracały dwie śruby, zapewniając maksymalną prędkość 17–17,6 węzła na powierzchni i 7,6 węzła w zanurzeniu . Zasięg wynosił 8500 Mm przy prędkości 10 węzłów w położeniu nawodnym (3250 Mm przy prędkości maksymalnej) oraz 80 Mm przy prędkości 4 węzłów pod wodą (130 Mm przy 2 węzłach). Zbiorniki mieściły 113,47 tony paliwa, a energia elektryczna magazynowana była w dwóch bateriach akumulatorów AFA 33 MAL 800 E po 62 ogniwa o łącznej pojemności 9160 Ah, masie 62 tony i czasie rozładowania 20 godzin. Dopuszczalna głębokość zanurzenia okrętu wynosiła 100 metrów, a głębokość zgniecenia 250–280 metrów .
Okręt wyposażony był w pięć wyrzutni torped kalibru 533 mm (cztery na dziobie i jedną rufową), z łącznym zapasem 14 torped (wymiennie okręt mógł przenosić 26 min typu TMA lub 39 min typu TMB). Uzbrojenie artyleryjskie stanowiło umieszczone przed kioskiem działo pokładowe kalibru 88 mm SK C/35 L/45, z zapasem amunicji wynoszącym 220–250 naboi oraz pojedyncze działko przeciwlotnicze kalibru 20 mm C/38 L/65 . Jednostka wyposażona też była w pasywny sonar GHG i aktywny S-Gerät, a do obserwacji służyły dwa peryskopy Zeissa: bojowy i nocny .
Załoga okrętu składała się z czterech oficerów oraz 40 podoficerów i marynarzy.

## Służba
U-569 został wcielony do służby w Kriegsmarine 8 maja 1941 roku . Dowództwo okrętu objął por. mar. (niem. Oberleutnant zur See)  Hans-Peter Hinsch, dowodzący wcześniej U-4 i U-140 . U-Boot otrzymał numer poczty polowej M 42 293. Do 1 sierpnia 1941 roku załoga jednostki przechodziła szkolenie w składzie 3. Flotylli U-Bootów, operując z Kilonii .

### Pierwszy rejs bojowy
11 sierpnia 1941 roku U-569 wyszedł z Trondheim, udając się na swój pierwszy wojenny patrol . W dniach 14–27 sierpnia okręt wchodził w skład wilczego stada „Grönland”, a następnie (od 27 sierpnia do 16 września) przyporządkowany był do stada „Markgraf”  . U-Boot z powodu awarii siłowni musiał zrezygnować z ataku na konwój SC-42 i wracać do bazy. Okręt dopłynął do Saint-Nazaire 21 września, po 42 dniach spędzonych w morzu  .

### Drugi rejs bojowy
12 października U-569 wyszedł z Saint-Nazaire na swój drugi atlantycki patrol  . Między 20 października a 1 listopada U-Boot wchodził w skład wilczego stada „Schlagetot”, a od 1 do 8 listopada operował w ramach stada „Raubritter”  . 12 listopada okręt podwodny powrócił do bazy w Saint-Nazaire, po 32 dniach spędzonych w morzu  .

### Trzeci rejs bojowy
Trzeci patrol załogi U-Boota rozpoczął się 10 grudnia 1941 roku, kiedy to okręt wyszedł z Saint-Nazaire z zadaniem przedarcia się na Morze Śródziemne  . Nocą 16 grudnia będąc jeszcze na Atlantyku okręt podwodny stał się celem ataku przeprowadzonego przez samolot Fairey Swordfish, doznając poważnych uszkodzeń uniemożliwiających wykonanie rozkazu (na pozycji 35°15′N 7°18′W/35,250000 -7,300000) . U-569 zawrócił do Francji, docierając 23 grudnia do Saint-Nazaire po 14 dniach spędzonych w morzu .

### Czwarty rejs bojowy
26 lutego 1942 roku U-Boot wyszedł z Saint-Nazaire na swój czwarty patrol  . W dniach 2–12 marca okręt wchodził w skład wilczego stada „Westwall”  . 8 marca o godzinie 9:17 na północny zachód od Cape Wrath U-569 storpedował płynący samotnie zbudowany w 1928 roku uzbrojony brytyjski parowiec „Hengist” o pojemności 984 BRT, przewożący ładunek 700 ton ryb z Reykjavíku przez Scrabster do Grimsby . Statek zatonął o 20:04 na pozycji 59°31′N 10°15′W/59,516667 -10,250000 dobity kolejną torpedą, a w wyniku ataku zginęło dwóch członków załogi i jeden artylerzysta; pozostali rozbitkowie (kapitan, 24 marynarzy i czterech artylerzystów) zostało uratowanych przez francuski uzbrojony trawler „Groënland” . W dniach 12–26 marca okręt podwodny operował w stadzie „York”  .
1 kwietnia dowódca U-569, por. mar. Hans-Peter Hinsch otrzymał awans na stopień kpt. mar. (niem. Kapitänleutnant) . Okręt powrócił do bazy w La Pallice 2 kwietnia, spędzając w morzu 36 dni  .

### Piąty rejs bojowy
4 maja U-569 opuścił bazę w La Pallice, udając się na swój piąty atlantycki patrol  . Od 8 maja do 18 czerwca okręt przyporządkowany był do wilczego stada „Hecht”  . 11 maja U-569 wykrył na środkowym Atlantyku konwój ONS-92, informując o tym fakcie dowództwo. Wraz z kilkoma okrętami stada „Hecht” wykonał atak, zgłaszając zatopienie jednego statku (nie zostało potwierdzone). 11 czerwca o godzinie 14:46 na północny wschód od St. John’s U-Boot storpedował marudera z konwoju ONS-100, którym był zbudowany w 1924 roku uzbrojony brytyjski parowiec „Pontypridd” o pojemności 4458 BRT, płynący pod balastem z Immingham do Sydney . Następnie okręt wystrzelił w kierunku statku kolejną torpedę, która trafiła w śródokręcie, jednak jednostka nadal utrzymywała się na powierzchni; ostatecznie opuszczony „Pontypridd” zatonął o godzinie 17:07, zatopiony wystrzeloną o 16:06 torpedą przez U-94 . W wyniku ataku zginęło dwóch członków załogi statku, kapitan został wzięty do niewoli przez załogę U-569, a 42 marynarzy i trzech artylerzystów zostało uratowanych przez kanadyjską korwetę typu Flower HMCS „Chambly” (K116) . 28 czerwca U-Boot powrócił do La Pallice, po patrolu trwającym 56 dni  .

### Szósty rejs bojowy
4 sierpnia U-569 wyszedł z La Pallice na swój szósty atlantycki patrol  . W dniach 11 sierpnia – 21 września okręt wchodził w skład wilczego stada „Lohs”  . 25 sierpnia o godzinie 11:10 U-Boot został wykryty za pomocą radaru przez norweską korwetę KNM „Potentilla” (K214), po czym zaatakowany ogniem artyleryjskim  . Okręt podwodny wykonał alarmowe zanurzenie na głębokość 130 metrów i uniknął zrzuconych przez korwetę bomb głębinowych, doznając lekkich uszkodzeń kiosku spowodowanych trafieniami z broni małokalibrowej  . U-569 powrócił do La Pallice 8 października, po 66 dniach spędzonych w morzu  .

### Siódmy rejs bojowy
Siódmy patrol załogi U-Boota rozpoczął się 25 listopada, kiedy to okręt wyszedł z La Pallice  . W dniach 1–11 grudnia okręt wchodził w skład wilczego stada „Draufgänger”, a następnie (od 11 do 22 grudnia) przyporządkowany był do stada „Ungestüm”  . Po bezowocnym patrolu U-569 dopłynął do bazy w La Pallice 28 grudnia, po 34 dniach spędzonych w morzu  .

### Ósmy rejs bojowy
3 lutego 1943 roku nowym dowódcą U-Boota został por. mar. rez. Hans Johannsen . 7 lutego U-569 wyszedł z La Pallice na swój ósmy atlantycki patrol  . W dniach 16–26 lutego okręt wchodził w skład wilczego stada „Robbe”  . 23 lutego U-Boot wystrzelił trzy niecelne torpedy w kierunku statków płynących w konwoju UC-1, a później został uszkodzony bombami głębinowymi przez eskortę, co zmusiło do powrotu do Francji . Okręt dopłynął do La Pallice 13 marca, spędzając w morzu 35 dni  .

### Dziewiąty rejs bojowy i utrata okrętu

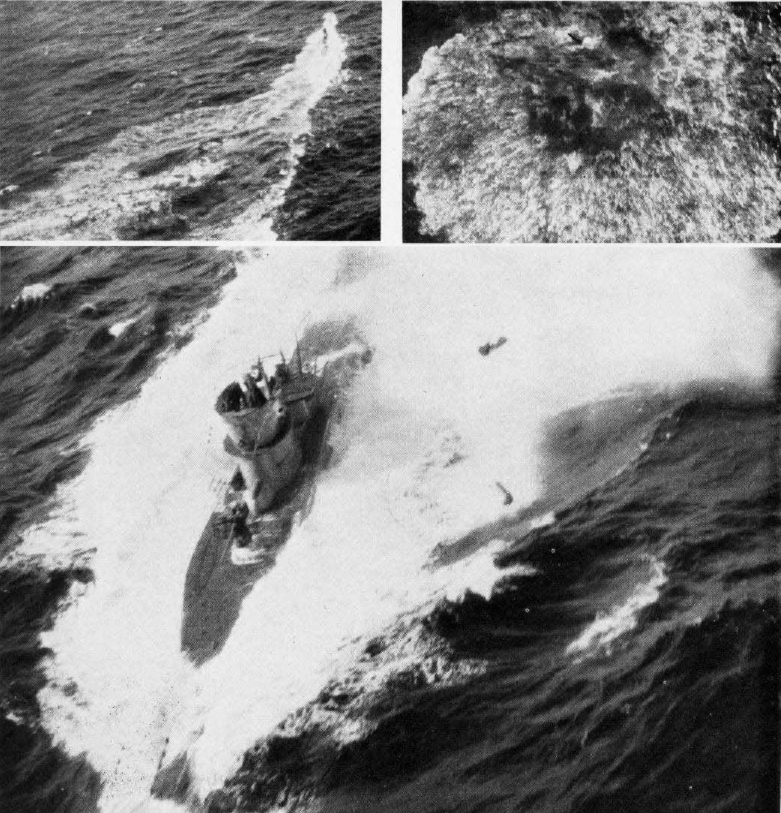
Ostatnie chwile U-569, 22 maja 1943 roku

19 kwietnia 1943 roku okręt podwodny wyszedł z La Pallice na swój dziewiąty atlantycki patrol  . W dniach 3–6 maja wchodził w skład wilczego stada „Amsel 3”, a następnie „Rhein” (od 7 do 10 maja) i „Elbe 1” (10–14 maja)  . 19 maja U-Boot został przyporządkowany do stada „Mosel” .
22 maja 1943 roku na wschód od Nowej Fundlandii U-569 podczas próby ataku na konwój ON-184 został zaatakowany bombami głębinowymi i ogniem broni maszynowej przez dwa amerykańskie samoloty pokładowe Grumman TBF Avenger (o numerach T-6 i T-7, pilotowane przez Williama F. Chamberlaina i Howarda S. Robertsa) z eskadry VC-9 lotniskowca eskortowego USS „Bogue” (CVE-9), które zrzuciły łącznie osiem ładunków. Z powodu zbliżania się kanadyjskiego niszczyciela HMCS „St. Laurent” (H83) ciężko uszkodzony U-Boot został samozatopiony na pozycji 50°40′N 35°21′W/50,666667 -35,350000 po patrolu trwającym 34 dni  . Z liczącej w tym rejsie 46 osób załogi zginęło 21 ludzi, a pozostałych 25 zostało uratowanych i wziętych do niewoli . Zatopienie U-569 było pierwszym w historii takim wyczynem dokonanym przez samoloty startujące z lotniskowca eskortowego bez współpracy z siłami nawodnymi.

### Podsumowanie działalności bojowej
U-569 odbył dziewięć patroli bojowych, spędzając w morzu 349 dni . W ich trakcie zatopił jeden statek o pojemności 984 BRT oraz uszkodził jeden statek o pojemności 4458 BRT, na pokładach których zginęło pięć osób . Pełne zestawienie strat przedstawia poniższa tabela :
| Data            | Nazwa        | Państwo         | Tonaż       | Los jednostki |
| --------------- | ------------ | --------------- | ----------- | ------------- |
| 8 marca 1942    | „Hengist”    | Wielka Brytania | 984         | zatopiony     |
| 11 czerwca 1942 | „Pontypridd” | Wielka Brytania | 4458        | uszkodzony    |
| RAZEM           | RAZEM        | zatopione:      | zatopione:  | 1             |
| RAZEM           | RAZEM        | uszkodzone:     | uszkodzone: | 1             |